# 萬重山
萬重山（1942年9月24日—2016年12月2日），本名孫效文，是一位生於臺灣臺北的演員。他以在《愛奴》（1972 年）、《銘謝惠顧》（2014年，公視人生劇展作品）、《少林高徒》（1973年）、《龍門客棧》（1967年）的演出為人所知。

## 生平概略
萬重山於1942年9月24日出生在臺北。後來，他就讀於國立藝術學校，並成為該校第三期畢業生，也同時在1950年代開始參與演出。1967年，他與與石雋、上官靈鳳、徐楓等人演出《龍門客棧》並開始受到矚目。在演出於多部電影後，他又成為台視旗下的電視劇演員，並專門詮釋反派或叛逆青年的角色。但是，在本土電視劇於臺灣盛行後，他曾一度幾乎無戲可演。
2011年，萬重山在拍攝電視劇《幸福不倒翁》時被檢查出罹患下咽癌，並開始勤練氣功調養身體。期間病情曾一度好轉，但仍於2016年12月2日晚上11時前後病逝於桃園長庚醫院。

## 戲劇作品
- 《龍門客棧》（1967年）：多剌
- 《鐵娘子》
- 《俠女》（1970至1973年）：魯強
- 《愛奴》（1972 年）：葉順子
- 《少林高徒》（1973年）
- 《金玉盟》（台視1975年八點檔）：弘晝
- 《黃埔軍魂》（1978年）
- 《風雨故人來》（台視1976年周三劇場）：徐太元
- 《聖劍千秋》（台視1976年八點檔）：海秋風
- 《滿庭芳》（台視1976年八點檔）：陳宏秉
- 《再生緣》（台視1976年八點檔）：載灃
- 《庭園春曉》（台視1977年八點檔）：鄧志高
- 《大地飛龍》（台視1978年八點檔）： 司徒文
- 《俠骨丹心》（台視1979年八點檔）：解玉飛
- 《姐妹花》（台視1980年連續劇）：徐六
- 《大野遊龍》（台視1980年連續劇）：查玉
- 《英雄榜》（台視1980年八點檔）：小王爺
- 《金鳳緣》（台視1980年八點檔）：吉吉
- 《春閨夢》（台視1980年連續劇）：丁聿年
- 《笑傲江湖》(台視1985年連續劇) :   樂厚
- 《台灣靈異事件》 － 飛越鬼門關（1997年）：陳世雄
- 《非常任務》 － 販嬰記（1997年）：豆花
- 《中國民間故事》 － 太上老君傳奇：何太師
- 《中國民間故事》 － 嘉慶君與黃藥師（1997年）：郭慶林[4]
- 《醉後決定愛上你》（2011年）：聖望院長[5][6]
- 《幸福不倒翁》（2011年，公視人生劇展作品）：李建宏[7]
- 《銘謝惠顧》（2014年，公視人生劇展作品）：醫師[8]

## 外部鏈結
- 萬重山在互联网电影资料库（IMDb）上的資料（英文）